# Jean-Claude Kolly
Jean-Claude Kolly (Fribourg, 7 juli 1961) is een Zwitserse componist, muziekpedagoog, dirigent, pianist en trompettist.

## Levensloop
Kolly groeide op in Le Mouret. Hij studeerde aan de Haute École de Musique de Lausanne (HEMU) in Fribourg en aan het Conservatoire de Fribourg in Fribourg (muziektheorie, HaFa-directie, piano, trompet, zang en orkestratie). Verder studeerde hij aan het Conservatoire de Lausanne in Lausanne bij Hervé Klopfenstein en Jean Balissat orkestdirectie, orkestratie en compositie en behaalde zijn diploma in orkestdirectie in het voorjaar van 1988. Verder heeft hij HaFa-directie studeert bij Eugene Migliaro Corporon in de Verenigde Staten, bij Howard Snell, Keith Wilkinson en Derek Bourgeois in het Verenigd Koninkrijk en bij Henk van Lijnschooten in Nederland.
Hij begon zijn carrière als dirigent bij het koor Lè Tsèrdziniolè in  Treyvaux en in 1984 werd hij dirigent van het harmonieorkest La Gérinia in Marly. Hij werd ook voor drie jaar dirigent van de Harmonie municipale de Vevey en van 1988 tot 1995 van de Brass Band Fribourg. Sinds 1993 is hij eveneens dirigent van het harmonieorkest "La Concordia" in Fribourg. 
Zowel de harmonie "La Gérinia" Marly als de harmonie "La Concordia" spelen tegenwoordig in de hoogste afdeling van de Zwitsers federatie van blaasorkesten. Van andere vooraanstaande harmonieorkesten in Zwitserland werd hij uitgenodigd als gastdirigent zoals van het Orchestre d'Harmonie de Fribourg (OHF), Harmonie Shostakovich - Orchestre d'harmonie jurassien, het BlasOrchester SenseSee en het Nationale Jeugdharmonieorkest Zwitserland (l’Harmonie Nationale des Jeunes). 
Hij is docent voor HaFa-directie aan de Haute École de Musique de Lausanne (HEMU) en aan het Conservatoire de Fribourg.
Als componist schreef hij werken voor HaFaBra-orkesten, een dansstuk (ballet), toneelmuziek en werken voor koor. In 1998 won hij de 1e prijs tijdens een compositiewedstrijd georganiseerd door de Fédération Fribourgeoise des Costumes et Coutumes. Sinds 1995 is hij lid van de World Asscociation for Symphonic Bands and Ensembles (WASBE). Hij is lid van de muziekcommissie van de Association suisse des musiques (Zwitserse blaasmuziekfederatie) (ASM) en een veel gevraagd jurylid voor wedstrijden in binnen- en buitenland. 

## Composities

### Werken voor harmonie- of fanfareorkest of brassband
- 1987: - Rondeau, voor fanfareorkest
- 1988: - Prière, voor fanfareorkest
- 1989: - Danse des moutons, voor harmonieorkest
- 1991: - Chanson de Noël, voor brassband
- 1992: - Petite légende, voor brassband
- 1994: - Un soupçon de Paganini, voor harmonieorkest
- 1996: - Anna Göldin, dernière sorcière (Anna Göldin – die letzte Hexe), voor harmonieorkest
- 1997: - Lagrima, voor harmonieorkest - verplicht werk tijdens het "Kantonales Musikfest" in 1999 in Bern
- 2000: - Hauterive, voor harmonieorkest of brassband
- 2000: - Symphonic Variations, voor harmonieorkest
- 2001: - Voyage, voor fanfareorkest of brassband - verplicht werk tijdens het "Eidgenössische Musikfest" in 2001 georganiseerd door de Schweizer Blasmusikverband (SBV)
- 2003: - Giffers 2003, voor harmonieorkest
- Les plaines, voor harmonieorkest

### Muziektheater

#### Ballet
| Voltooid in | titel                       | aktes | première | libretto | choreografie         |
| ----------- | --------------------------- | ----- | -------- | -------- | -------------------- |
| 1998        | De Gruyères à Château-d’Oex |       |          |          | Anne-Claire Vuichard |

#### Toneelmuziek
- 1986: - Ou Rio dè Bournin vocale muziek voor gemengd koor voor het dialect-toneelstuk - tekst: Anne-Marie Yerly-Quartenoud
- 1989: - L’Oura de Chenalyiè, (in samenwerking met Oscar Moret) - tekst: Pierre Savary (français), Anne-Marie Yerly-Quartenoud (patois), Anton Bertschy (dialecte singinois)
- 1999: - La Légende du Roi Samarkand, muziek voor het toneelstuk van Jean-Philippe Decrème

### Vocale muziek

#### Werken voor koor
- 1985: - Hôtaruva, voor gemengd koor
- 1985: - In Pènihyié, voor gemengd koor - tekst: Anne-Marie Yerly-Quartenoud
- 1988: - Lè Tzèrdziniolè dè Tsanlandè, voor gemengd koor
- 1989: - Eveil, voor gemengd koor
- 1994: - Voix de lit, voor gemengd koor - tekst: Jacqueline Corpataux

## Publicaties
- samen met Jean-Louis Matthey: Timbales et percussions: éléments commentés de bibliographie, Lausanne: Bibliothèque cantonale et universitaire - Département de la musique - Section des archives musicales, 1994. 36 p.